# Johan Pipon
Johan Pipon, född 22 november 1822 i Torneå, död 27 mars 1895 i Nedertorneå socken, var en svensk läroverksrektor och bokhandlare.
Pipons far var apotekare i Torneå och hans mor tillhörde prästsläkten Engelmark. År 1841 inskrevs han som student vid Uppsala universitet och efter att 1845 ha blivit promoverad till filosofie magister kom han 1846 till Haparanda elementarläroverk där han fick tjänst som kollega. År 1878 utnämndes han till rektor vid samma skola. Vid sidan av lärartjänsten innehade han mellan 1853 och 1878 bokhandel i Haparanda, vilken övertogs av läroverkskollegan Eric Hammarén.
Pipon var språklärare och hade tagit intryck av tidens puristiska strävanden, det vill säga att rensa ut främmande ord ur svenskan, vilket också präglade hans eget språk.
Han var gift med Charlotta Strandberg och blev med henne far till bland andra Blenda Pipon, som var gift med häradshövdingen Gustaf Sundberg, landssekreteraren Alrik Pipon och Eva Pipon, som gifte sig med bruksförvaltaren Victor Krook i Överkalix socken.